# Nane
Nane, pseudonimo di Ștefan Avram Cherescu (Orșova, 11 aprile 1991), è un rapper rumeno.

## Biografia
Originario di Orșova, si è fatto conoscere con l'uscita del primo album in studio Plecat de acasă, reso disponibile dalla Universal Music România nel 2016, che è stato supportato da una tournée a livello nazionale. È seguito il mixtape Lună plină, pubblicato anch'esso nel corso dello stesso anno.
Nel 2019 ha conseguito la sua prima entrata nella Romanian Top 100 grazie a V1be. Ha successivamente ottenuto diversi ingressi in classifica, di cui uno in top 20. È risultato l'artista di maggior successo su Spotify nel 2020 in Romania dopo l'uscita dei dischi Șmecherescu e Nanalien.
Nell'ambito degli Artist Awards ha ricevuto quattro nomination.

## Discografia

### Album in studio
- 2016 – Plecat de acasă
- 2019 – Șmecherescu
- 2020 – Nanalien
- 2021 – L.V. Pattern
- 2021 – Cordial
- 2022 – Traume & coșmaruri (con Rava)
- 2023 – Avram
- 2024 – B0@b3
- 2025 – Încă în viață: Albumul (con Angeles)

### Album dal vivo
- 2019 – Live @ Untold 2019

### Mixtape
- 2016 – Lună plină
- 2022 – De-ale mele II

### Singoli
- 2007 – Te-nvăț să fii rea
- 2008 – Poveste de seară
- 2008 – Diamant și suport
- 2008 – Dacă aveam
- 2008 – Gânduri la miezu' nopții
- 2008 – Mi-e dor
- 2008 – Glume
- 2008 – Băieții de acasă
- 2008 – Aceeași junglă (feat. Skizzo Skillz)
- 2010 – Tricolori
- 2010 – Falsă (con Doddy)
- 2012 – Plec
- 2012 – Niciun zâmbet (con Doddy)
- 2014 – Volum
- 2015 – Masca (feat. Angelika Vee)
- 2017 – Peste umăr
- 2017 – La piept
- 2017 – Ocean
- 2017 – De vina
- 2018 – Laboratorul lui dexter (feat. Neli)
- 2018 – Mai aproape (con George Hora)
- 2018 – Instincte primare
- 2018 – Te rog
- 2018 – Tanar
- 2018 – Cartieru' arde (feat. Killa Fonic)
- 2018 – Frate-miu
- 2018 – Alta viata
- 2019 – Nike um
- 2019 – V1be (feat. Karmen)
- 2019 – Davanplm/Frati
- 2019 – Player (con Ian e Azteca)
- 2019 – T.F.C. (feat. Ian)
- 2019 – Milano Mood
- 2019 – Trapstar (con Yakki e Amuly)
- 2019 – Diamante
- 2019 – Virgil Abloh
- 2019 – Ecs.A (con Sapte)
- 2019 – Contactu (con OG Eastbull e Tovaritch)
- 2019 – Haolo (con Killa Fonic)
- 2019 – Aer
- 2019 – 6ase
- 2019 – Sindromul Down
- 2019 – Lowkey
- 2020 – Ceai
- 2020 – Fluture (feat. El Niño)
- 2020 – Astă-seară
- 2020 – BRB (con Alina Eremia)
- 2020 – Cum era (con Delia)
- 2020 – Dragostea ta
- 2020 – Gustul tau
- 2020 – Go Gettas (con Andrei e Killa Fonic feat. bbno$)
- 2020 – Rockstar (con Amuly e Ian)
- 2020 – Window Shopper (Freestyle)
- 2020 – Alo (con Solomon)
- 2020 – Treaba ei
- 2020 – Top 10
- 2020 – Freestyle de sfârșit de an
- 2021 – Porsche
- 2021 – Sorry Not Sorry
- 2021 – Ecstasy (con Lu-K Beats)
- 2021 – Valentino Garavani
- 2021 – GTA VI
- 2021 – Lachetenent
- 2021 – Next LVL
- 2021 – Pasă proastă (feat. Dspekt)
- 2021 – În rai (con Delia)
- 2021 – Pew Pew
- 2021 – Sare (feat. Macanache)
- 2021 – Demoni în off (con AlbertNBN)
- 2021 – 10h (con Nosfe)
- 2021 – Jaluzele (con Alex, Solomon e Amuly)
- 2021 – Miss the Rage Freestyle (feat. Mobtrap, Pvpac & Azteca)
- 2021 – Chapter 1 (con Starseek)
- 2021 – Afară
- 2021 – Amestec (con 911)
- 2021 – Cartieru (con Golani, Amuly, Nosfe e Shift)
- 2021 – Harvard (con OG Eastbull)
- 2021 – Dior (con Berechet)
- 2021 – Big Pop' Freestyle
- 2021 – Geu' geu
- 2021 – Strada ta (con Roxen)
- 2021 – BBYMM
- 2021 – Lasa-ma sa-ti cant (con Amuly)
- 2021 – Rotație (feat. Amuly, Credit & Solomon)
- 2021 – București
- 2022 – Aproape '22 (Freestyle)
- 2022 – Ooh, Baby! (con Irina Rimes)
- 2022 – Nu vor
- 2022 – Dough Tho'
- 2022 – Rachetă (con AlbertNBN)
- 2022 – Cu brigada (con gli HVNDS)
- 2022 – Mamma mi' (con OG Eastbull e Tata Vlad)
- 2022 – YeYeYah
- 2022 – Loud (con Mobtrap)
- 2022 – 666
- 2022 – Găoz
- 2022 – La 2 pași
- 2022 – Uneori
- 2022 – San Andreas (con AlbertNBN)
- 2022 – Silențios (con Nicole Cherry)
- 2022 – F. My Life
- 2022 – Ce băgați?
- 2022 – Bună dimineața
- 2022 – Morții lor
- 2022 – TuTuTu (con Uzzi)
- 2022 – Gvasalia
- 2022 – Pipera Freestyle (con Azteca)
- 2023 – Vacanță
- 2023 – Dough Tho' VIP (con Exposure)
- 2023 – Obsedat ca Central Cee
- 2023 – Faneto Freestyle
- 2023 – Drink
- 2023 – Unde mă duc (con TZ e Rava)
- 2023 – Altcineva
- 2023 – STFU
- 2023 – Cocaina (con Rava)
- 2023 – Nu e C.N.A.
- 2023 – Haos (con Alduts Sherdley)
- 2023 – 330
- 2023 – Până-n zori (con Feli)
- 2023 – Sunteți copiii mei
- 2023 – Culture (con Super ED)
- 2023 – Legătură
- 2023 – RiRi (con Rey)
- 2024 – Goală (con Smiley)
- 2024 – Horny (con Nafe Smallz)
- 2024 – On and On (con Vita de Vie)
- 2024 – Amân2
- 2024 – Broskies
- 2024 – 112
- 2024 – View (con Alduts Sherdley)
- 2024 – Santorini
- 2024 – Decolez (con Armin e Rava)
- 2024 – Still G.
- 2024 – Slipperși noi
- 2024 – Arată-mi (con Leno)
- 2024 – Nicio zi
- 2024 – Rollie
- 2024 – Dans trist (con Brasov)
- 2024 – Înpai
- 2024 – Știam că îmi scoateți diss
- 2024 – Ditamai rantu' freestyle
- 2025 – Patek
- 2025 – Dracu' pe rulmenți freestyle
- 2025 – Lifestyle
- 2025 – Iarnă grea
- 2025 – În mintea mea (con Katarina)
- 2025 – Gigi Becali
- 2025 – Încă în viață (con Angeles)
- 2025 – Still in Luv (con Paigey Cakey)